# Metallactus bellatrix
Metallactus bellatrix is een keversoort uit de familie bladkevers (Chrysomelidae). De wetenschappelijke naam van de soort werd in 2018 gepubliceerd door Sassi.